# Odyssee 579
Odyssee 579 ist das Debütalbum des Hamburger Rappers Kalim. Es erschien am 28. Oktober 2016 beim Independent-Label Alles oder Nix Records aus Bonn.

## Veröffentlichung
Am 2. September 2016 wurde die Titelliste und das Cover veröffentlicht. Die Singles mg und Ja, immer. wurden vor dem Erscheinen des Albums als Video-Singles auf YouTube ausgekoppelt.

## Musik und Inhalt
Elf der zwölf Instrumentals auf dem Album wurden von Bawer (ehemals bekannt als David Crates) produziert, der Beat zu mg wurde von Ghanaian Stallion produziert. Neben Kalims Labelkollegen Xatar und SSIO sind auch Trettmann und Chefket auf dem Album mit Gastbeiträgen vertreten.
Während sich das Vorgänger-Mixtape Sechs Kronen vor allem am Westcoast-Hip-Hop der 90er-Jahre orientierte, weist Odyssee 579 ein deutlich moderneres Soundbild auf und orientiert sich überwiegend an Trap. 
Inhaltlich bedient sich Kalim auf Odyssee 579 der für ihn typischen Straßenrap-Themen, die Stimmung des Albums ist dabei ernst und düster. Hiphop.de beschrieb den Inhalt des Albums als „bitterernste Beschreibungen vom Stadtrand, den Hochhaus-Blocks, dem Rotlicht.“

## Titelliste
| #  | Titel                             | Länge |
| -- | --------------------------------- | ----- |
| 1  | PLAN B                            | 3:15  |
| 2  | Ja, immer.                        | 3:09  |
| 3  | ZahlTag                           | 3:00  |
| 4  | mg                                | 3:05  |
| 5  | PlayList (feat. Trettmann)        | 3:34  |
| 6  | RS7                               | 3:15  |
| 7  | 8QM                               | 3:09  |
| 8  | Mach' dich weg                    | 3:19  |
| 9  | Nougapreise (feat. Xatar & SSIO)  | 3:37  |
| 10 | HunGrig                           | 3:13  |
| 11 | Bis spät in die Nacht             | 3:12  |
| 12 | Odyssee Freestyl' (feat. Chefket) | 4:20  |

## Chartplatzierungen
Odyssee 579 erreichte in der Chartwoche des 4. November 2016 Position 16 in den deutschen Albumcharts. In Österreich schaffte es das Album auf Platz 64 und in der Schweiz auf Platz 32 der Charts.
| ChartsChartplatzierungen | Höchstplatzierung | Wochen |
| ------------------------ | ----------------- | ------ |
| Deutschland (GfK)        | 16 (1 Wo.)        | 1      |
| Österreich (Ö3)          | 64 (1 Wo.)        | 1      |
| Schweiz (IFPI)           | 32 (1 Wo.)        | 1      |

## Rezeption
Odyssee 579 erhielt überwiegend positive Kritiken. So erhielt das Album vom Hip-Hop-Magazin Backspin eine Wertung von 8,3 von 10 Punkten. Das Magazin urteilte: „Auch wenn man die Drogen- und Straßenkriminalitäts-Thematik schon oft gehört hat, gelingt es Kalim diese Inhalte neu und vor allem sehr musikalisch zu verpacken. […] Mit seinen düsteren Straßengeschichten aus Hamburg kann der AoN-Musiker die hohen Erwartungen erfüllen.“
Florian Peking von MZEE lobte vor allem die Authentizität des Rappers: „Zwischen seiner harten Fassade lässt er immer wieder kurz Züge der Menschlich- und Verletzlichkeit aufblitzen, ohne jedoch die kalte und dreckige Stimmung seiner Musik dadurch negativ zu beeinflussen. So gelingt es dem schlagkräftigen Sound von Kalim, den Hörer abzuholen und mitzunehmen auf eine musikalische Odyssee, die bis zum Schluss fesselt.“
Das Rap-Magazin Juice bewertete das Album mit fünf von sechs Kronen und resümierte: „Die große Stärke von Kalims Debüt bleibt seine Stringenz – in Zeiten, wo Einflüsse aus Frankreich und den Südstaaten hiesigen Straßenrap melodiegetriebener und Hit-fixierter denn je gemacht haben, fast ein Anachronismus. Ohne Partymomente und Auto-Tune-Passagen überzeugt »Odyssee 579« mit einer Dringlichkeit, die 2016 im deutschen Straßenrap bislang einzigartig ist.“
Das österreichische Magazin The Message vergab vier von fünf Punkten für Odyssee 579 und schrieb, Kalim habe es mit dem Album geschafft, „einen eigenen Stil zu entwickeln“. Autor Max Cornelius urteilte: „Neben dem veränderten Sound blieben die Themen unverändert, inzwischen wirkt Kalim jedoch deutlich verbitterter und zugleich reifer. Aus dem Jungspund mit Potenzial ist ein ernst zu nehmender Künstler geworden, der es verstanden hat, seine Emotionen künstlerisch zu verarbeiten und passend zu verpacken.“